# Scheidt (futebolista)
Rafael Felipe Scheidt, conhecido apenas como Scheidt (Porto Alegre, 10 de fevereiro de 1976) é um ex-futebolista brasileiro que atuava como zagueiro.

## Carreira
Foi revelado no Grêmio pelo técnico Luiz Felipe Scolari. No Corinthians, foi um dos líderes do elenco. Teve uma parte de sua carreira marcada por lesões repetitivas, que diminuiram quando foi jogar pelo Botafogo, entre o meio de 2004 e o fim 2006. No time carioca foi capitão da campanha campeã carioca de 2006.

## Títulos
Grêmio
- Campeonato Gaúcho: 1995, 1996, 1999
- Copa Libertadores: 1995
- Campeonato Brasileiro: 1996
- Copa Sul: 1999

Corinthians
- Campeonato Paulista: 2001
- Copa do Brasil: 2002
- Torneio Rio-São Paulo: 2002

Botafogo
- Campeonato Carioca: 2006